# Discophora sondaica
Discophora sondaica är en fjärilsart som beskrevs av Jean Baptiste Boisduval 1836. Discophora sondaica ingår i släktet Discophora och familjen praktfjärilar. Inga underarter finns listade i Catalogue of Life.

## Bildgalleri

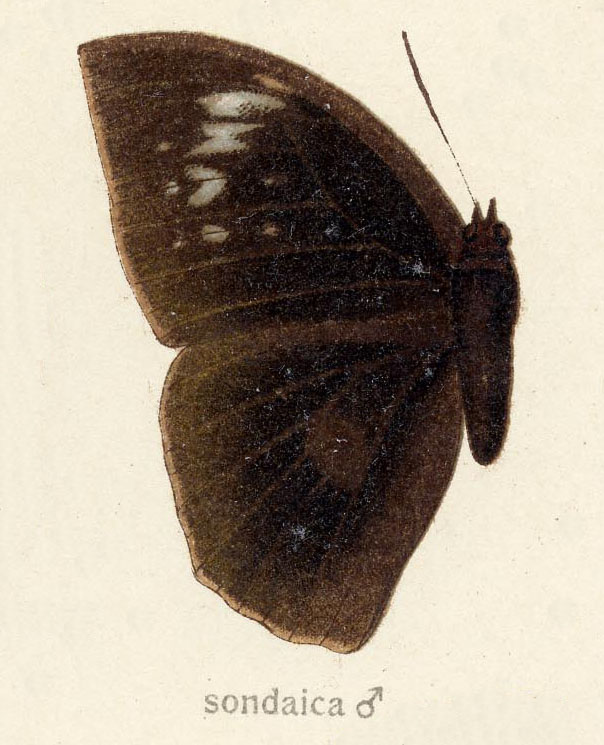